# Ute Zobeley
Ute Zobeley es una deportista alemana que compitió para la RFA en remo. Ganó dos medallas de bronce en el Campeonato Mundial de Remo, en los años 1986 y 1989.

## Palmarés internacional
| Campeonato Mundial | Campeonato Mundial       | Campeonato Mundial | Campeonato Mundial        |
| Año                | Lugar                    | Medalla            | Prueba                    |
| ------------------ | ------------------------ | ------------------ | ------------------------- |
| 1986               | Nottingham (Reino Unido) | Medalla de bronce  | Cuatro sin timonel ligero |
| 1989               | Bled (Yugoslavia)        | Medalla de bronce  | Cuatro sin timonel ligero |